# ወ
Cette page contient des caractères éthiopiques. En cas de problème, consultez Aide:Unicode ou testez votre navigateur.
ወ (« wä ») est un caractère utilisé dans l'alphasyllabaire éthiopien comme symbole de base pour représenter les syllabes débutant par le son /w/.

## Usage
L'écriture éthiopienne est un alphasyllabaire ou chaque symbole correspond à une combinaison consonne + voyelle, organisé sur un symbole de base correspondant à la consonne et modifié par la voyelle. ወ correspond à la consonne « w » (ainsi qu'à la syllabe de base « wä »). Les différentes modifications du caractères sont les suivantes :
- ወ : « wä »
- ዉ : « wu »
- ዊ : « wi »
- ዋ : « wa »
- ዌ : « wé »
- ው : « we »
- ዎ : « wo »
- ዏ : « woä »

ወ est le 15e symbole de base dans l'ordre traditionnel de l'alphasyllabaire.

## Historique

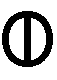
Caractère « w » de l'alphabet arabe méridional.

Le caractère ወ est dérivé du caractère correspondant de l'alphabet arabe méridional.

## Représentation informatique
- Dans la norme Unicode, les caractères sont représentés dans la table relative à l'éthiopien[1] :
  - ወ : U+12C8, « syllabe éthiopienne wä »
  - ዉ : U+12C9, « syllabe éthiopienne wou »
  - ዊ : U+12CA, « syllabe éthiopienne wi »
  - ዋ : U+12CB, « syllabe éthiopienne wa »
  - ዌ : U+12CC, « syllabe éthiopienne wé »
  - ው : U+12CD, « syllabe éthiopienne we »
  - ዎ : U+12CE, « syllabe éthiopienne wo »
  - ዏ : U+12CF, « syllabe éthiopienne woä »